# Breaking News in Yuba County
Pour plus de détails, voir Fiche technique et Distribution.
Breaking News in Yuba County ou Scandale en direct au Québec (Breaking News in Yuba County), est un thriller de comédie noire américain réalisé par Tate Taylor, sorti en 2021.

## Synopsis
C'est l'anniversaire de Sue Buttons et son entourage l'ignore, comme chaque année. Le même jour, croyant que son mari lui réservait une surprise de dernière minute, Sue suit la voiture de son mari, qui s'arrête à un motel délabré. Après s'être fait prendre en flagrant délit d'infidélité, le mari de Sue décède instantanément d'une crise cardiaque.
Après avoir enterré son cadavre, Sue lance un avis de recherche lors d'une émission en direct, prétendant que son mari s'est fait kidnapper dans son sommeil. La sœur de Sue, journaliste, tente de lui venir en aide tandis qu'une détective la soupçonne de mentir. C'est le début de notoriété, ce dont Sue a toujours rêvé.

## Fiche technique
- Titre original et français : Breaking News in Yuba County
- Titre québécois : Scandale en direct
- Réalisation : Tate Taylor
- Scénario : Amanda Idoko
- Photographie : Christina Voros
- Montage : Lucy Donaldson
- Musique : Jeff Beal
- Producteurs : Franklin Leonard, Jake Gyllenhaal, Riva Marker, John Norris et Tate Taylor
- Sociétés de production : AGC Studios, Fibonacci Films, Nine Stories, The Black List et Wyolah Entertainment
- Sociétés de distribution :
  - États-Unis : United Artists Releasing / American International Pictures
  - Canada : VVS Films
  - France : Amazon Prime Video
- Pays de production :  États-Unis
- Genre : thriller, comédie noire
- Format : couleur - 2.39:1
- Durée : 96 minutes
- Dates de sortie :
  - États-Unis, Canada : 12 février 2021
  - France : 12 juillet 2021 (sur Amazon Prime Video)

## Distribution
- Allison Janney (VF : Véronique Augereau ; VQ : Claudine Chatel) : Sue Buttons
- Mila Kunis (VF : Marjorie Frantz ; VQ : Camille Cyr-Desmarais) : Nancy
- Regina Hall (VF : Annie Milon ; VQ : Marie-Evelyne Lessard) : Détective Cam Harris
- Awkwafina (VF : Déborah Krey ; VQ : Catherine Brunet) : Mina
- Clifton Collins Jr. : Ray
- Wanda Sykes (VF : Maïk Darah ; VQ : Johanne Garneau) : Rita
- Ellen Barkin (VF : Blanche Ravalec) : Debbie
- Juliette Lewis (VF : Laurence Charpentier ; VQ : Violette Chauveau) : Gloria Michaels
- Samira Wiley (VF : Laura Zichy ; VQ : Florence Blain Mbaye) : Jonelle
- Matthew Modine (VF : Philippe Vincent) : Karl Buttons
- Jimmi Simpson (VF : Tanguy Goasdoué ; VQ : Nicolas Charbonneaux-Collombet) : Petey Buttons
- Bridget Everett (VF : Vanina Pradier ; VQ : Élise Bertrand) : Leah Norton
- T.C. Matherne (VQ : Louis-Philippe Berthiaume) : Détective Jones
- Chris Lowell (VF : Benjamin Gasquet) : Steve
- Dominic Burgess (VF : Mathieu Buscatto) : Captain Riggens
- Susan McPhail (VF : Anne Plumet) : Réceptionniste du motel

Version française
- Société de doublage : Deluxe Media Paris
- Direction artistique : Pauline Brunel

 Source et légende : version française (VF) sur RS Doublage et carton de doublage du film.
Version française québécoise
- Société de doublage : Cinélume
- Direction artistique : Joey Galimi
- Adaptation des dialogues : Chloë Rolland

Modèle:Source Doublage QC et carton de doublage du film.

## Production
Au mois d'octobre 2018, Allison Janney et Laura Dern rejoignent le casting du film. Tate Taylor réalise le film, tandis qu'Amanda Idoko écrit le scénario.
En mai 2019, sont annoncés au casting, Mila Kunis, Regina Hall, Awkwafina, Samira Wiley, Bridget Everett, Jimmi Simpson et Keong Sim. Juliette Lewis, Ellen Barkin et Wanda Sykes sont en pleines négociations pour rejoindre le casting du film. Laura Dern ayant été annoncée, elle est contrainte de quitter le casting pour cause d'emploi du temps non-compatible avec ses projets en cours.

## Tournage
Le tournage débute le 3 juin 2019 à Natchez dans l'état du Mississippi et se termine le 19 juillet 2019.